# 贺茂忠行
贺茂忠行（日语：／ Kamo no Tadayuki，生卒年不詳，一说约卒于960年？）是日本平安時代的陰陽师。父親不详，有賀茂江人、賀茂峯雄、賀茂直峯等说法。官位为从五位下丹波権介。
安倍晴明少年时曾跟随賀茂忠行及其子保憲學习陰陽推算之術。

## 生平
曾任近江掾、丹波権介、但馬丞，授正六位上。天历年间，上奏并得到天皇批准其子保憲为從五位下。
贺茂忠行以优异的阴阳术得到天皇的信赖，其最得意的是“射覆”，延喜年間曾奉醍醐天皇之命展示过，天皇命忠行占卜箱中之物，忠行准确地占出箱中之物乃是朱绳穿系的水晶数珠。

## 物语记载
- 《今昔物語集·卷24第15（贺茂忠行传道其子保憲）》：某日忠行为人祓除不祥，十几岁的保憲随同。归途中，保憲告诉忠行看见了祭坛上吃供品的鬼怪，忠行忖自己幼时尚不能看到鬼神，遂将己所知倾囊相授。
- 《今昔物語集·卷24第16（安倍晴明随忠行学道）》：某夜忠行前往南城，其在车内熟睡，牛车外年轻的安倍晴明看到了百鬼夜行的场景并告诉在牛車內熟睡的忠行，讓忠行一行人得以逃離，之後忠行将晴明视为得意门生，將所學傾囊相授毫无保留。
- 《今昔物語集·卷29第5（平贞盛在法师家射擒盗贼）》：一法师家中出现怪兆，遂向忠行求助。忠行告诉他：“某日當有盜難，非止失材，或至喪命。”

## 在阴阳道上的影响
在贺茂忠行之前，阴阳寮分为天文道、曆道、陰陽道三个部門，每个部门有各自专门人员。贺茂忠行虽职掌曆道，但实际掌握三家，并确立陰陽家賀茂氏。忠行将天文、曆道傳与保憲。保憲后掌此兩職。後保憲傳曆道於其子贺茂光榮，天文宗家传与安倍晴明。
894年，菅原道真废止了遣唐使，中国的新的思想不能传入日本。因此阴阳寮成立之初就限定履修生为一般官僚的子孫，并进行封闭环境教学。贺茂忠行任职时，阴阳寮人员很少。受此影响，阴阳寮不得不增设职位与兼职工作。贺茂氏开始进行世襲封闭教育，并将陰陽道重点由“技術”转移至“宗教、呪術”。虽然阴阳寮在当时仅仅律令制下天皇権威証明的“権威機関”、“慣例行事履行機関”，贺茂忠行还是成功找到陰陽道的新出路。凭借实绩得到天皇支持，在阴阳寮中崭露头角。由于阴阳寮开展兼职及多个部门结合，才能优异又有地位的贺茂忠行独占了陰陽寮的主要部門。其后的安倍氏、賀茂氏亦因为阴阳寮人才短缺而获得极大的影響力。可以说安倍氏的崛起离不开与賀茂氏的合作。

## 脚注、参考来源
1. ↑  『尊卑分脈』、『加茂氏系図』（『群書類従』巻63 所収）
2. ↑  『賀茂系図』（『続群書類従』巻第167 所収）、『仁和寺文書』
3. ↑  鈴木真年『史略名称訓義』（宝賀寿男『古代氏族系図集成』古代氏族研究会,1986年 による）
4. ↑  據職原鈔、安倍系圖。
5. ↑  系圖、作者部類。
6. ↑  系圖、本朝文粹。
7. ↑  据《朝野群載》记载：天德三年，帝試令忠行占筐中物，忠行獻占文曰：「火色在中，不能連燒。水石有餝，不能衣濕。方圓其母唯一，總圓其兒餘百。宛如鴈列連連，懸手副身，桑林吐吸，若串玉係空，胎露厚膝底。蓋水精念珠，貫以朱絲也。」披之果然。
8. ↑  帝王編年記。職原鈔